# Смыкалин, Александр Сергеевич
Алекса́ндр Серге́евич Смыка́лин (род. 11 мая 1952 года, Свердловск) — советский и российский учёный-правовед, специалист в области истории государства и права, доктор юридических наук, профессор, заведующий кафедрой истории государства и права Уральского государственного юридического университета имени В.Ф. Яковлева. Индекс Хирша — 17.

## Биография
Родился в Свердловске. В 1976 году окончил Свердловский юридический институт имени Р.А. Руденко.
В 1981 году окончил заочную аспирантуру Свердловского юридического института имени Р.А. Руденко и там же защитил диссертацию на соискание учёной степени кандидата юридических наук по теме «Органы судебного управления РСФСР в 1922—1929 годах».
В 1998 году в Уральской государственной юридической академии защитил диссертацию на соискание учёной степени доктора юридических наук по теме «Пенитенциарная система России в 1917—1960-е годы. Историко-юридическое исследование».
С 1976 года работает в Уральском государственном юридическом университете имени В.Ф. Яковлева. Прошёл путь от ассистента до заведующего кафедрой истории государства и права. В 1981—1983 годах он являлся заместителем декана факультета правовой службы в народном хозяйстве, а в 1989—1994 годах был деканом заочного факультета.
В сферу научных интересов А.С. Смыкалина входит история пенитенциарной системы СССР, в том числе правовой статус иностранных военнопленных в СССР.
Является исполнительным директором фонда выпускников СЮИ-УрГЮА-УрГЮУ, членом Правления Российского историко-правового общества (РИПО) (Москва), экспертом межправительственной российско-американской комиссии по делам военнопленных и пропавших без вести (POW-MIA) (Москва), членом Экспертного совета Екатеринбургской и Верхотурской епархии. Под руководством и при консультировании А.С. Смыкалина защищены две докторских и шесть кандидатских диссертаций. Он является автором более 150 научных работ.

## Основные работы
- Колонии и тюрьмы в Советской России. Екатеринбург, 1997 год.
- Государство, право, война (1941—2005 гг.). К 60-летию Великой Победы. СПб., 2005 (в соавторстве).
- История становления и развития нотариата на Среднем Урале в XVIII—XX вв. М., 2007.
- Нотариат Челябинской области. XVIII—XXI века. М., 2007.
- Организационное обеспечение деятельности органов судебной власти (история и современность). М., 2007. (в соавторстве).
- Перлюстрация корреспонденции и почтовая военная цензура в России и СССР. М., 2008.
- Очерки истории Русской православной церкви. Омск, 2007.
- История отечественного государства и права: библиография. Екатеринбург, 2004 (в соавторстве).
- Смыкалин А. С. Русское законодательство конца XVI — начала XVII века (Судебник 1589 года. Судебник 1606—1607 годов) / Уральская гос. юридическая акад. — Екатеринбург: ИД УрГЮА, 2005. — 154 с. — ISBN 5-7845-0075-9.

## Награды
- Нагрудный знак «Почётный работник высшего профессионального образования Российской Федерации».
- Медаль «За заслуги в деле возрождения науки, экономики России» Международной академии наук о природе и обществе.
- Медаль «За заслуги в защите прав и свобод граждан» Федеральной палаты адвокатов России.